# Difluorphenole
Die Difluorphenole bilden eine Stoffgruppe von aromatischen Verbindungen, die sich sowohl vom Phenol als auch vom Fluorbenzol bzw. den Difluorbenzolen ableiten. Die Struktur besteht aus einem Benzolring mit angefügter Hydroxygruppe (–OH) und zwei Fluoratomen (–F) als Substituenten. Durch deren unterschiedliche Anordnung ergeben sich sechs Konstitutionsisomere mit der Summenformel C6H4F2O:
| Gefahrensymbol | Gefahrensymbol |

| Gefahrensymbol | Gefahrensymbol |

| Gefahrensymbol | Gefahrensymbol |

| Gefahrensymbol | Gefahrensymbol |

| Gefahrensymbol | Gefahrensymbol |

| Gefahrensymbol | Gefahrensymbol |